# Prospero Gallinari

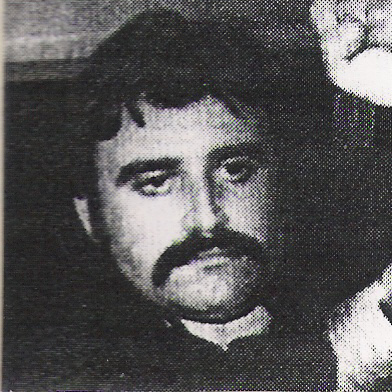
Prospero Gallinari um 1974

Prospero Gallinari (* 1. Januar 1951 in Reggio nell’Emilia; † 14. Januar 2013 ebenda) war ein italienischer Terrorist und hochrangiges Mitglied der Roten Brigaden. Gallinari galt lange Zeit als Mörder von Aldo Moro.

## Leben
Prospero Gallinari entstammte einer kommunistisch geprägten Familie. Früh trat er der Federazione Giovanile Comunista Italiana bei, der Jugendorganisation der Kommunistischen Partei Italiens. Er gehörte Anfang der 1970er Jahre zu den Mitbegründern der Roten Brigaden (Brigate Rosse). Gallinari trennte sich von der Fraktion um Renato Curcio und beteiligte sich an der Gruppe von Corrado Simioni. Später trat er zusammen mit Mario Moretti wieder in die Brigate Rosse ein.
1974 wurde er erstmals verhaftet. Drei Jahre später gelang ihm die Flucht aus der Haft und er nahm den Kontakt mit der Gruppe in Rom auf. Am 16. März 1978 war er am Angriff und der Entführung von Aldo Moro in der Via Fani beteiligt. Am 24. September 1979 wurde er nach einem Schusswechsel, bei dem er eine Kopfverletzung erlitt, erneut verhaftet.
Gallinari wurde 1983 zu lebenslanger Freiheitsstrafe verurteilt. Ein mit seinem Herzleiden begründetes Haftentlassungsgesuch wurde von einem Gericht in Turin 1990 abgelehnt. 1996 Jahr wurde er mit einem Schlaganfall in die Policlinica Umberto I. eingeliefert und im selben Jahr wurde ihm die verbleibende Gefängnisstrafe erlassen. Danach lebte er in Reggio unter Polizeiüberwachung in Freiheit.
Lange Zeit galt er als Mörder von Aldo Moro und wurde von den staatlichen Organen als Drahtzieher der Aktion angesehen. Heute ist bekannt, dass Gallinari an der Entführung beteiligt war. Der Mörder Moros war Mario Moretti. Gallinari starb im Alter von 62 Jahren vermutlich an einem Herzinfarkt.

## Schriften
- Un contadino nella metropoli (Autobiografie)[2]